# Exocentrus lachrymosus
Exocentrus lachrymosus là một loài bọ cánh cứng trong họ Cerambycidae.